# جزایر ملوک
جزایر مُلوک (به اندونزیایی: Kepulauan Maluku، به انگلیسی: Moluccas) یکی از جزایر مجمع‌الجزایر اندونزی است که در بخشی از منطقهٔ آبی جنوب شرق آسیا واقع شده است. این جزایر در شرق سولاوسی، غرب پاپوآی غربی و شمال تیمور شرقی واقع شده است.
جزایر ملوک زمانی نقش مهمی در سیاست و اقتصاد جهانی داشتند. در قرون ۱۶ تا ۱۸، این جزایر تنها منبع جوز هندی، میخک و گل جوز بودند که در آن زمان کالاهایی حیاتی و بسیار ارزشمند به‌شمار می‌رفتند. جستجو و مبارزه برای کنترل این جزایر ادویه، آغازگر استعمار اروپایی شد.
جزایر ادویه اغلب به جزایر ملوک که بر روی خط استوا، بین سولاوسی و پاپوآ گینهٔ نو و در محدودهٔ اندونزی واقع شده و نیز به جزایر کوچک آتشفشانی باندا که زمانی تنها منبع میخک و جوز در جهان به‌شمار می‌رفته گفته می‌شود. البته این جزایر باید با گرنادا که معمولاً به‌عنوان جزیرهٔ ادویه شناخته می‌شود، اشتباه گرفته نشود.
امروزه جزایر دیگری در جهان به مراکز تولید ادویه تبدیل شده‌اند؛ از جملهٔ این مناطق، مجمع‌الجزایر زنگبار در شرق آفریقا است که شامل جزایر «اونگوجا»، «مافیا» و «پمبا» می‌شود. این جزایر پیش‌تر توسط دولت مستقل زنگبار اداره می‌شد؛ ولی امروزه به صورت یکی از بخش‌های نیمه خودمختار تانزانیا محسوب می‌شود.
نام گروه جزایر ملوک که در زبان فرانسوی از دهه ۱۵۲۰ به‌عنوان Moluques شناخته شده‌اند، از مالایی Maluku به معنای «جزایر اصلی» گرفته شده است. واژه molok به معنای «اصلی، عمده» احتمالاً به دلیل موقعیت مرکزی این جزایر در مجمع‌الجزایر به این نام اطلاق شده است.

## جغرافیا
جزایر ملوک از نظر زمین‌ساختی در محل برخورد صفحهٔ هالماهرا با صفحهٔ دریای ملوک واقع شده است. این جزایر از لحاظ تاریخی توسط اروپایی‌ها و چینی‌ها به‌عنوان «جزایر ادویه» شناخته شده است؛ البته این عنوان به جزیرهٔ دیگری در خارج از اندونزی نیز گفته شده است.
بسیاری از جزایر ملوک کوهستانی و بعضاً دارای آتشفشان فعال بوده و از آب و هوای نسبتاً مرطوبی بهره‌مند هستند. پوشش گیاهی در این منطقه بسیار کم و محدود بوده و توسط دریاها احاطه شده است.
از لحاظ تقسیمات سیاسی، جزایر ملوک در سال ۱۹۵۰ به‌عنوان استان شناخته شده است. در سال ۱۹۹۹ جزایر ملوک شمالی و هالماهرای مرکزی از یک‌دیگر مستقل شدند؛ از همین‌روی هم‌اکنون جزایر ملوک به ۲ استان ملوک و ملوک شمالی تقسیم شده است.

## تاریخ
جزایر ملوک، معروف به جزایر ادویه، قرن‌ها پیش از آشنایی اروپاییان با آنها در تجارت آسیا نقش داشتند. پرتغالی‌ها در سال ۱۵۱۲ در این جزایر مستقر شدند که باعث دهه‌ها درگیری و خسارات جانی فراوان شد. ابتدا پرتغالی‌ها با سلاطین ترناته و تیدوره درگیر شدند و سپس اسپانیایی‌ها، انگلیسی‌ها و هلندی‌ها برای کنترل این جزایر رقابت کردند. در نهایت، هلندی‌ها پیروز شده و از تجارت ادویه سود بسیاری بردند، اما این تجارت تا اواخر قرن ۱۸ میلادی افول کرد و جزایر اهمیت اقتصادی خود را از دست دادند.
پس از جنگ جهانی دوم، اندونزی در سال ۱۹۴۵ استقلال خود را اعلام کرد و ملوک به این جمهوری پیوست. هلند ابتدا این استقلال و الحاق جزایر شرقی را نپذیرفت و آنها را به دولت موقت «اندونزی شرقی» ملحق کرد. در سال ۱۹۴۹، هلند استقلال اندونزی از جمله جزایر ملوک را به رسمیت شناخت. یک سال بعد، مسیحیان آمبون شورشی علیه جمهوری اندونزی به راه انداختند و جمهوری کوتاه‌مدت «ملوک جنوبی» را تشکیل دادند.

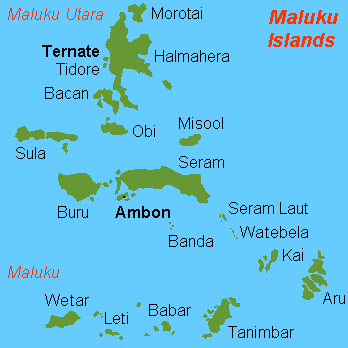
نقشهٔ جزایر ملوک.

اگرچه بسیاری از اهالی جزایر ملوک به ویژه در جزایر باندا در سدهٔ هفدهم و در جریان جنگ ادویه کشته شدند؛ ولی هجوم دوبارهٔ استرالیایی‌ها در اوایل سدهٔ بیستم و تحت حمایت هلند به این جزایر آغاز شد و هنوز هم ادامه دارد.
در اواخر قرن ۲۰، تنش‌ها بین مسیحیان و جمعیت بزرگ مسلمان منطقه شدت گرفت و به خشونت‌های خونینی انجامید که چند هزار کشته و ده‌ها هزار آواره بر جای گذاشت. در نتیجه این درگیری‌ها، در سال ۱۹۹۹ جزایر به دو استان ملوک شمالی و ملوک تقسیم شدند.
بین سال‌های ۱۹۹۹ تا ۲۰۰۲ درگیری‌ها مذهبی میان مسلمان و مسیحیان ساکنان جزایر ملوک شدت گرفت؛ البته در سال‌های اخیر روابط بین این دو گروه مسالمت‌آمیزتر گردیده است. شیرینی «رینفورستز» از مهم‌ترین سوغاتی‌های این جزایر است که توسط نشاستهٔ ساگو، برنج، ادویهٔ درخت جوز، میخک و گل جوز تهیه می‌شود.